# Зал (Западна Померанија)
Зал (њем. Saal) град је у њемачкој савезној држави Мекленбург-Западна Померанија. Једно је од 64 општинска средишта округа Нордфорпомерн. Према процјени из 2010. у граду је живјело 1.245 становника. Посједује регионалну шифру (AGS) 13057076.

## Географски и демографски подаци
Зал се налази у савезној држави Мекленбург-Западна Померанија у округу Нордфорпомерн. Град се налази на надморској висини од 5 метара. Површина општине износи 34,0 km². У самом граду је, према процјени из 2010. године, живјело 1.245 становника. Просјечна густина становништва износи 37 становника/km².